# Bernadett Orsó-Ferling
Bernadett Orsó-Ferling (* 13. Juli 1977 in Tatabánya, Ungarn als Bernadett Ferling) ist eine ehemalige ungarische Handballspielerin, die für die ungarische Nationalmannschaft auflief.

## Karriere

### Im Verein
Bernadett Orsó-Ferling begann im Jahr 1985 das Handballspielen in ihrem Geburtsort beim Verein Tatabányai SC. Im Jahr 1994 wechselte die Rückraumspielerin zum ungarischen Erstligisten Testnevelési Főiskola SE. Eine Saison später schloss sie sich dem Ligakonkurrenten Dunaferr NK aus Dunaújváros an. Mit Dunaferr gewann sie 1998, 1999, 2001, 2003 und 2004 die ungarische Meisterschaft, 1998, 1999, 2000, 2002 und 2004 den ungarischen Pokal, 1998 den EHF-Pokal, 1999 die EHF Champions League sowie 1999 die EHF Champions Trophy. Im Jahr 2003 stand sie wiederum mit Dunaferr im Finale des EHF-Pokals, das jedoch gegen Slagelse FH verloren ging.
Nach den überaus erfolgreichen Jahren konnte der Verein aus wirtschaftlichen Gründen viele Leistungsträger nicht halten und musste den Kader mit jungen Spielern auffüllen. Orsó-Ferling war eine von wenigen Spielerinnen, die dem Verein trotzdem treu blieben. Dunaferr entging in der Saison 2008/09, in der Orsó-Ferling aufgrund ihrer Schwangerschaft ab September 2008 aussetzen musste, nur knapp dem Abstieg aus der höchsten ungarischen Spielklasse. Anschließend benannte sich der Verein in Dunaújvárosi NKKSE, in Dunaújvárosi Regale Klíma und letztendlich in Dunaújvárosi Kohász KA um. Nach 20 Jahren Vereinstreue beendete sie nach der Saison 2014/15 ihre Karriere.

### In der Nationalmannschaft
Bernadett Orsó-Ferling bestritt am 22. November 2000 in Tatabánya ihr Debüt für die ungarische Nationalmannschaft. Bei ihrem ersten Turnier mit Ungarn gewann sie die Silbermedaille bei der Weltmeisterschaft 2003. Das Finale gegen Frankreich ging in die Verlängerung, in der Orsó-Fehrling aufgrund einer erhaltenen roten Karte nicht mehr mitwirken durfte. Im darauffolgenden Jahr nahm sie an den Olympischen Spielen in Athen teil. Das olympische Turnier schloss Ungarn mit dem fünften Platz ab. Orsó-Fehrling erzielte insgesamt 21 Treffer. Bei der im selben Jahr ausgetragenen Europameisterschaft errang sie die Bronzemedaille. 2005 gewann sie eine weitere Bronzemedaille bei der Weltmeisterschaft. Im kleinen Finale gegen Dänemark warf sie zwei Tore.
Die nächsten beiden Turnierteilnahmen, die Europameisterschaft 2006 und die Weltmeisterschaft 2007, endeten ohne Medaillengewinn für Orsó-Ferling. Beim olympischen Turnier in Peking, bei dem sie 25 Tore warf, unterlag Ungarn im kleinen Finale gegen Südkorea. Nach der Geburt ihrer Tochter kehrte sie im Jahr 2011 nochmals in den Kader der ungarischen Auswahl zurück. Am 11. Juni 2011 lief sie letztmals für Ungarn auf.

## Sonstiges
Ihr Ehemann László Orsó ist ein ehemaliger ungarischer Eishockeyspieler.

## Auszeichnungen
- Ungarischer Verdienstorden: 2008[8]